# Ludwig Klein (Botaniker)
Johann Friedrich Wilhelm Ludwig Klein (* 12. Oktober 1857 auf Hof Helmstheim/Gerichtstetten; † 12. November 1928 in Karlsruhe) war ein deutscher Biologe, Botaniker und Hochschullehrer. Sein botanisches Autorenkürzel lautet „L.Klein.“

## Leben
Ludwig Klein legte 1876 am Gymnasium in Wertheim das Abitur ab und absolvierte danach seine Militärzeit als Einjährig-Freiwilliger. Er studierte von 1877 bis 1882 Naturwissenschaften in Heidelberg und Göttingen und beendete das Studium mit der Promotion und Prüfung zum Oberlehrer. In Heidelberg war Klein Mitglied der Verbindung Rupertia. Für das Schuljahr 1882/83 erhielt er die Stelle eines Lehramtspraktikanten am Realgymnasium in Karlsruhe. Zu weiteren botanischen Spezialstudien ging er für zwei Jahre an die Universität Straßburg, gefolgt von der Habilitation zum Privatdozenten für Botanik an der Universität Freiburg. Hier erhielt er 1890 eine außerordentliche Professur.
Zum Wintersemester 1891/92 folgte er dem Ruf an die Technische Hochschule in Karlsruhe als Ordinarius für Botanik. Parallel hierzu übernahm er die Funktion des Direktors des pflanzenkundlichen Instituts sowie des botanischen Gartens. Zudem bekleidete er von 1892 bis 1901 die Stelle des Vorstands der landwirtschaftlich-botanischen Versuchsanstalt. In den Studienjahren 1903/04 und 1913/14 hatte er das Amt des Rektors der TH Karlsruhe inne. Obwohl seine Institut 1924 aufgelöst wurde, hielt Klein weiterhin bis 1928 botanische Vorlesungen. Auch die Leitung des botanischen Gartens der TH Karlsruhe blieb in seiner Hand, dies alles unter Aufrechterhaltung seines Status als Ordinarius.
Seine wissenschaftliche Arbeit bestand vorrangig in pathologischen und floristischen Studien insbesondere der heimischer Bäume, wobei seine Ergebnisse auch in der Forstwissenschaft auf reges Interesse trafen. Zudem beabsichtigte er, mit seinen Publikationen die Bevölkerung und verantwortliche Regierungsstellen für einen besseren Schutz der einheimischen Natur zu gewinnen.

## Ehrungen
- 1901: Ritterkreuz Erster Klasse des Ordens vom Zähringer Löwen
- 1904: Ritterkreuz Erster Klasse mit Eichenlaub des Ordens vom Zähringer Löwen
- 1907: Ernennung zum Geheimen Hofrat
- 1914: Ritterkreuz des Ordens Bertold des Ersten[1]

## Schriften (Auswahl)
- Bau und Verzweigung einiger dorsiventral gebauter Polypodiaceen. (Dissertation, Göttingen 1881), Blochmann, Halle 1881
- Vergleichende Untersuchungen über Organbildung und Wachsthum am Vegetationspunkt dorsiventraler Farne. (Habilitation, Univ. Freiburg) Freiburg 1885
- Arbeiten aus dem bakteriologischen Institut der Technischen Hochschule zu Karlsruhe. Band 1, Nemnich, Karlsruhe 1895, mit Walter Migula
- Die Physiognomie der mitteleuropäischen Waldbäume. Festrede zur Einweihungsfeier des neuen Botanischen Instituts der Technischen Hochschule zu Karlsruhe am 18. Mai 1899. Jahraus, Karlsruhe 1900
- Arbeiten aus dem bakteriologischen Institut der Technischen Hochschule zu Karlsruhe. Band 2, Nemnich, Karlsruhe 1902, mit Walter Migula
- Forstbotanik. 2. Aufl. Laupp, Tübingen 1903
- Bemerkenswerte Bäume im Grossherzogtum Baden. Forstbotanisches Merkbuch. Winter, Heidelberg 1908
- Nutzpflanzen der Landwirtschaft und des Gartenbaues. Mit 100 farbigen Tafeln nach den von Frl. Sophie Ley nach der Natur gemalten Aquarellen und 18 einfarbigen Abbildungen. Winter, Heidelberg 1909
- Unsere Waldbäume, Sträucher und Zwergholzgewächse. Mit 100 farbigen Tafeln nach den von Frl. Margarete Schrödter nach der Natur gemalten Aquarellen und 34 schwarzen Abbildungen. Winter, Heidelberg 1910 (4. Auflage 1951)
- Unsere Waldblumen und Farngewächse. Winter, Heidelberg 1912
- Unsere Wiesenpflanzen. Winter, Heidelberg 1913
- Unsere Unkräuter. Winter, Heidelberg 1913
- Forstbotanik. Laupp, Tübingen 1913
- Unsere Sumpf- und Wasserpflanzen. Winter, Heidelberg 1919
- Ziersträucher und Parkbäume. Winter, Heidelberg 1923
- Gartenblumen, Band 1, Frühlingsblumen. Winter, Heidelberg 1926
- Gartenblumen, Band 2, Winterharte Stauden. Winter, Heidelberg 1927
- Alpenblumen, Band 1. Winter, Heidelberg 1927
- Alpenblumen, Band 2. Winter, Heidelberg 1932
- Gift- und Speisepilze und ihre Verwechselungen. Winter, Heidelberg 1933
- Gartenblumen, Band 3, Sommerflor: einschließlich Strohblumen und anderer ein- oder zweijähriger Gartenpflanzen. Winter, Heidelberg 1936
- Gartenblumen, Band 4, Sommerflor II: Körbchenblütler [Kompositen] mit Ausnahme der Strohblumen. Winter, Heidelberg 1951